# Felice Schachter
Felice Schachter (nacida el 17 de noviembre de 1963) es una actriz estadounidense, más conocida por sus papeles como Nancy en The Facts of Life y Bernadette en la comedia de culto adolescente Zapped!.

## Primeros años y carrera
Schachter nació en Nueva York, hija de Suzanne Schachter (apellido de soltera Mokotoff), una mánager de teatro, y Alex Schachter, un agente inmobiliario y contable. La madre de Schachter, fundadora de Suzelle Enterprises, ayudó a que Felice comenzase su carrera de modelo a los seis meses de edad, cuando apareció en la portada de la revista American Baby.  Felice hizo anuncios para Ivory Snow, Pampers, Downy, Baby Alive, y Jordache Jeans. Estudió en la Escuela de Ballet George Balachine a los 8 años. Más tarde, se unió a la compañía del Ballet de la ciudad de Nueva York, interpretando notablemente en El cascanueces. Ella también apareció en La bella durmiente y La fierecilla domada.

## Teatro y televisión
Schachter comenzó su carrera en el mundo del espectáculo en 1978, apareciendo en dos obras de off-Broadway llamadas The Innocents y Time Again.
Fue seleccionada para el que sería su papel más notable, Nancy en The Facts of Life. Interpretó el papel regularmente hasta 1980, cuando fue la primera miembro del elenco en marcharse. Continuaría haciendo apariciones como invitada en la serie hasta 1986. Otros papeles en televisión incluyen Diff'rent Strokes, Love of Life, NBC Quiz Kids, The Adams Chronicles, Alice, The New Monkees y Love, American Style, entre otros.
Schachter también fue presentadora de deportes para CBS Sports y PRIME, principalmente con asignaciones en la Liga Nacional de Hockey.

## Cine
En 1981, Schachter fue elegida para el papel de Bernadette en la película de 1982Zapped!, junto a Scott Baio. Se pasó a la producción de cine, trabajando como asistente de dirección, productora, y asistente de producción, haciendo infocomerciales, anuncios y películas corporativas.
Ha trabajado en proyectos de cine y televisión como Magic Island, After The Game, the pilot for JAG, Uncle Sam, Twilight of the Golds, High Tide, Born Free, The Citizen,[cita requerida] Waiting For The Monkeys, The Gnomes' Great Adventure, Waste Land, Jackie, Knockaround Guys[cita requerida] y 30 Years to Life. Fue coordinadora de producción en la serie Law & Order: Special Victims Unit.

## Filmografía
| Año  | Título           | Papel                   | Notas                              |
| ---- | ---------------- | ----------------------- | ---------------------------------- |
| 1978 | Just Posing      | Cortometraje            |                                    |
| 1982 | Zapped!          | Bernadette              |                                    |
| 2001 | 30 Years to Life | Camarera en restaurante | Cameo; también productora en línea |

| Año          | Título            | Papel       | Notas                                                                                  |
| ------------ | ----------------- | ----------- | -------------------------------------------------------------------------------------- |
| 1979         | Diff'rent Strokes | Nancy Olson | Episodio: The Girls School                                                             |
| 1979–81,1986 | The Facts of Life | Nancy Olson | 19 episodios Principal (temporada 1) Recurrente (temporada 2–3) Invitada (temporada 8) |
| 1980         | Alice             | Victoria    | Episodio: Here Comes Alice Cottontail                                                  |
| 1985         | E/R               | Kim         | Episodio: Brotherly Love                                                               |

| Año  | Título                            | Acreditada como                         | Notas                                          |
| ---- | --------------------------------- | --------------------------------------- | ---------------------------------------------- |
| 1995 | JAG                               | Asistente de coordinación de producción | 2 episodios                                    |
| 1996 | The Twilight of the Golds         | Coordinadora de producción              |                                                |
| 1996 | Uncle Sam                         | Coordinadora de producción              |                                                |
| 1997 | High Tide                         | Coordinadora de producción              | 1 episodio                                     |
| 1998 | Born Free                         | Mánager de unidad de producción         |                                                |
| 2001 | Law & Order: Special Victims Unit | Coordinadora de producción              | También consultora de producción; 18 episodios |
| 2001 | 30 Years to Life                  | Productora en línea                     | También actriz                                 |
| 2003 | Anne B. Real                      | Coproductora                            |                                                |

| Año  | Título       | Acreditada como               | Notas |
| ---- | ------------ | ----------------------------- | ----- |
| 1995 | Magic Island | Segunda asistente de director |       |

## Premios y nominaciones
| Año  | Premio          | Categoría | Obra nominada     | Resultado |
| ---- | --------------- | --- | ----------------- | --------- |
| 2008 | Premios TV Land | Personaje(s) Favorito(s) que "Han Desaparecido" Compartido con: Molly Ringwald, Julie Anne Haddock y Julie Piekarski | The Facts of Life | Nominada  |